# NGC 6811
NGC 6811 là tên của một cụm sao mở nằm trong chòm sao Thiên Nga, gần chòm sao Thiên Cầm. Nó có kích thước đường kính góc là bằng một nửa của mặt trăng (trong thời điểm trăng tròn). Nó có khoảng 1000 ngôi sao với cấp sao tương đương nhau nếu dựa trên dữ liệu thô. Nó còn được gọi là "cái lỗ trong cụm cụm" bởi vì vùng trung tâm của nó thì tối đen.
Cụm sao NGC 6811 thì nằm xa khỏi mặt phẳng thiên hà và có chung nhiều đặc tính với những cụm sao già cỗi khác. Khoảng cách của nó với chúng ta là khoảng xấp xỉ 1107 ± 90 parsec, có kích thước từ 14 đến 20 năm ánh sáng và có tổng độ sáng là tương đương 2100 lần mặt trời. Nó xấp xỉ 1.00 ± 0.17 tỉ năm tuổi và có lẽ là có đến 6000 ngôi sao ngay từ lúc mới hình thành. Hầu hết các ngôi sao của nó có quang phổ thuộc loại từ giữa F đến đầu K với nhiệt độ bề mặt cũng tương tự mặt trời. Còn lại thì là loại A2, một vài sao có loại O và hơn 100 ngôi có loại B. Có 16 ngôi sao được quan sát là sao biến quang, trong đó có 12 ngôi sao là biến quang Delta Scuti. Phép phân loại Trumpler cho thấy nó là loại III 1r và nó là "một cụm sao nhiều ngôi sao với các ngôi sao có độ sáng tương đương và vùng trung tâm hầu như là chỉ có bóng tối".

## Dữ liệu hiện tại
Theo như quan sát, đây là cụm sao nằm trong chòm sao Thiên Nga và dưới đây là một số dữ liệu khác:
Xích kinh 19h 37m 17s
Độ nghiêng +46° 23′ 18″
Cấp sao biểu kiến 6,8
Kích thước biểu kiến 13'